# Aldrichomyia macropogon
Aldrichomyia macropogon är en tvåvingeart som först beskrevs av Jacques-Marie-Frangile Bigot 1889.  Aldrichomyia macropogon ingår i släktet Aldrichomyia och familjen parasitflugor.
Artens utbredningsområde är Kalifornien. Inga underarter finns listade i Catalogue of Life.